# Miguel Cabedo de Vasconcelos
Miguel Cabedo de Vasconcelos o Vasconcellos (Setúbal, 1525 - Lisboa, 1577) fue un humanista, jurista, político, poeta y traductor portugués.

## Biografía
Fueron sus padres Jorge de Cabedo, embajador en la corte de París, y doña Teresa Pinheiro, hermana de Gonçalo Pinheiro, obispo de Viseo. Instruido en letras humanas, para las que mostró mucha capacidad, viajó con apenas trece años a Bayona (Francia) en 1538, acompañando a su tío materno, el ya citado obispo Gonçalo Pinheiro, quien había sido enviado por Juan III para apaciguar las disputas habidas entre Francia y Portugal. En este viaje lo acompañó también su hermano João Pinheiro, quien recibió el hábito dominico, se convirtió en profesor de vísperas de la universidad de Coímbra y asistió como teólogo del rey don Sebastián al concilio de Trento. 
Miguel de Cabedo estudió humanidades en Burdeos durante dos años y luego se trasladó a la universidad de Toulouse, donde se aplicó al estudio del derecho canónico y romano. Vuelto a Portugal en 1542, asistió a la universidad de Coímbra, donde fue discípulo, entre otros, de Martín de Azpilcueta, oráculo en la materia de los cánones pontificios. Al regresar a Francia por segunda vez, estudió en las Universidades de Orleáns y París. Y, hallándose en esta última, sin cumplir los veintidós años, publicó Plutón, la primera comedia de Aristófanes que tradujo del griego al latín, dedicada a su tío materno, entonces embajador de Portugal en París. 
Vuelto a su patria fue elegido juez desembargador del tribunal supremo conocido como Casa da Suplicação, cargo que asumió el 11 de marzo de 1565, y diez años después fue designado juez de agravios (6 de julio de 1575). Antes (1571) había sido enviado por el rey don Sebastián como juez visitador a las provincias de Entre Doiro-e-Minho y Beira, al cargo de Pedro da Cunha, padre del arzobispo Rodrigo da Cunha. Y cuando don Sebastián instituyó un triunvirato para el gobierno económico de Lisboa, fue Miguel de Cabedo el primero de los elegidos. Ejerció este cargo con tal celo, que todo el pueblo lloró su muerte, en palabras del abad Diogo Barbosa Machado, autor de la Bibliotecha Lusitana.
Se casó con su prima hermana Leonor Pinheiro de Vasconcelos, de la que tuvo una larga e importante descendencia: el consejero áulico de Juan III Jorge Cabedo de Vasconcelos (1549-1604), nombrado caballero de la orden de Cristo por Felipe II; Gonçalo Mendes de Vasconcelos Cabedo, canónigo doctoral de Évora, agente portugués en Roma y desembargador de la Casa da Suplicaçao como su padre; los caballeros de Malta António y Manuel de Cabedo; Joao Mendes de Vasconcelos, señor y comendador de la villa de Sousa, cerca de Aveiro, y Teresa de Vasconcelos, que casó con el señor de Trofa.
Disfrutó de gran fama como poeta latino y traductor de clásicos greco-latinos. Su versión en versos latinos del Pluto de Aristófanes y algunos poemas heroicos, epigramas y prosas de su mano se imprimieron póstumos entre caudalosos elogios como apéndice final a VV. AA., De antiquitatibus Lusitaniae libri quattuor..., Roma, 1597, constituyendo en realidad un quinto libro. Como humanista además limpió de errores de copia y adulteraciones las obras de Sidonio Apolinar al descubrir un manuscrito mejor en la biblioteca parisina de la Abadía de San Víctor, de la que tanto se burló François Rabelais.

## Obras
- André de Resende et all., De Antiquitatibus Lusitaniae libri quattuor / A L. Andrea Resendio inchoati ; a Iacobo Mendez de Vasconcellos absoluti & quintus liber de Municipij Eborensis antiquitate ab eodem conscriptus. Cum aliis opusculis, versibus, et soluta oratione ab eodem Iacobo Mendez de Vasconcellos, Michaele Cabedio, et Antonio Cabedio elaboratis; quae omnia collegit, emendavit, ac Typis summa industria commisit doctor Gondisaluus Mendez de Vasconcellos & Cabedo lusitanus, Romae: apud Bernardum Basam, 1597. Las obras de Miguel Cabedo ocupan las págs. 407-510.

- Trad. al latín de Aristófanes, Pluto, Aristofanis, comoedia in latinum conversa / Sermonem D. Gundissalvo Pinario Visensi, Episcopo Joanis III. Lusitanice Regio in Galia – Legato avunculo suo. Parisiis: apud Michaelim Vascosanum, 1547. Segunda ed. incluida en los citados De antiquitatibus Lusitaniae libri quattuor.

- In nuptias serenissimorum principium Joannis, o Joanoe Regis Sebastiani, primi parentum. Sin lugar ni año. Segunda edición en el De antiquitatibus... 1597.

- In partum Joannoe serenissime Lusitanioe pincipis sororis potentissime, o inviotissimi catholici Philippi Hispanice Regis. Conimbrice, apud Joannem Barreira, Tip. Reg., 1554. Poema heroico; segunda edición en el De antiquitatibus... 1597.

- Vota xvii, pro felicissimo Natali potentissimi régio Lusitanoe Sebastiani. Ulyssipone: apud Franciscum Correa, 1574. Poema heorico; la segunda edición en el De antiquitatibus... 1597.

- Tres cartas latinas recogidas en el Corpus illustrium poetarum lusitanorum qui latine scripsertunt, tomo I, Lisbonae: Typis Regalibus Sulvianis, 1745 dirigidas a:
  - 1.ª A António Pinheiro, obispo de Miranda
  - 2.ª A Jerónimo Osório, obispo de Silves
  - 3.ª A Pío V.